# Václav Moravec
Václav Moravec (* 25. června 1974 Ústí nad Orlicí) je český redaktor, moderátor a vysokoškolský učitel žurnalistiky. Moderuje pořady Otázky Václava Moravce a Fokus Václava Moravce v České televizi.

## Životopis
Narodil se v Ústí nad Orlicí, vyrůstal v Letohradě. Absolvoval Gymnázium v České Třebové a Fakultu sociálních věd Univerzity Karlovy (FSV UK), kde v roce 2000 dokončil magisterské studium v oboru Masová komunikace. Působí na téže Katedře žurnalistiky FSV UK jako vyučující. Pro funkční období 2019–2021 se stal předsedou Akademického senátu FSV UK, v jehož pedagogické komoře zasedal již v letech 2004–2008 (odstoupil k 10. březnu 2008).
V říjnu 2012 obhájil na Filozofické fakultě Ostravské univerzity v Ostravě disertační práci s názvem Percepce sekundární viktimizace publikem v medializovaných případech týrání dětí a v roce 2015 ukončil další doktorské studium na FAMU, kde také začal přednášet na katedře produkce.
Dlouhodobě se věnuje teoretické reflexi médií, zejména veřejnoprávních (byl členem redakční rady Světa rozhlasu).
Od roku 1992 působí Václav Moravec kontinuálně jako televizní a rozhlasový moderátor a redaktor. Za svoji kariéru prošel rádii Profil, Český rozhlas, Evropa 2, Frekvence 1, v letech 1996–1999 externě spolupracoval s televizí Galaxie. V televizi Galaxie moderoval pořad Otázky a odpovědi. Od února 2001 až do jejího uzavření 31. ledna 2006 byl redaktorem a moderátorem české sekce rádia BBC, moderoval pravidelné publicistické relace a od března 2001 také každý všední den pořad Interview BBC.
V roce 2004 začal moderovat diskusní pořad České televize Otázky Václava Moravce. Moderování v televizi se rozhodl ukončit v květnu 2005, k moderování pořadu se však 7. srpna 2005 opět vrátil. Nejpozději od března 2007 moderoval každodenní interview Impulsy Václava Moravce na Rádiu Impuls. 8. a 15. února 2008 společně s Norou Fridrichovou moderoval Dobré ráno z Prahy, jehož hlavním tématem byly Volby prezidenta České republiky 2008. Ke konci února 2014 práci pro rádio ukončil z důvodu možného střetu zájmů, když rádio převzal koncern Agrofert Andreje Babiše.
V říjnu 2019 se aktivně účastnil tradičního kulturního pořadu Kopřivnické pressování s T. G. Masarykem, který pořádalo v Kulturním domě v Kopřivnici Masarykovo demokratické hnutí.
Roku 2003 obdržel za moderování pořadu Interview BBC Cenu Nadace Českého literárního fondu Novinářská křepelka pro novináře ve věku do 33 let. Je čtyřnásobným držitelem ceny TýTý jako nejoblíbenější osobnost televizní publicistiky za rok 2007, 2008, 2009 a 2011.
Od počátku roku 2015 moderoval na ČT24 měsíčník Fokus Václava Moravce; dvouhodinové diskuse doplňovaly vždy dokumentární reportáže či statistická data. V březnu 2025 oznámil generální ředitel České televize Jan Souček, že od dubna 2025 nebude pořad z finančních důvodů dále vysílán. Následovalo založení petice na podporu zmíněného pořadu.

## Dílo
Je mj. autorem dvou monografií:
- MORAVEC, Václav. Média v tekutých časech: konvergence audiovizuálních médií v ČR. 1. vyd. Praha: Academia, 2016. 188 s. (Společnost; sv. 13). ISBN 978-80-200-2572-2.
- MORAVEC, Václav. Proměny novinářské etiky. Předmluva prof. Jiří Přibáň. 1. vyd. Praha: Academia, 2020. 467 s. (Společnost; sv. 39). ISBN 978-80-200-3111-2. S množstvím vyobrazení a grafů, obsáhlým soupisem liter. a dalších zdrojů a rejstříky. Angl. resumé.

## Osobní život
Václav Moravec má dva mladší sourozence, bratra Martina a sestru Kláru (* 1983), která je reprezentantkou ČR v běhu na lyžích.

## Kritika a kontroverze
Na podzim 2023 se dostal do střetu s novým generálním ředitelem ČT Janem Součkem. Spor odstartovala stížnost Institutu Václava Klause na rozhovor, který Moravec koncem září 2023 poskytl slovenskému Denníku N. V rozhovoru mimo jiné zaznělo: „Václav Klaus potřebuje zlegitimizovat, že byl gubernátorem Vladimira Putina v České republice.“ Souček se opakovaně obrátil na Etický panel ČT, ten ale vydal jen stanovisko, že jde sice o nešťastnou řečnickou hyperbolu, avšak nikoliv v rozporu s Kodexem ČT.
V lednu 2025 Moravec porušil Kodex ČT, když v diskusi v souvislosti s otázkou legitimity zvolení Roberta Fica nevhodně použil přirovnání s Adolfem Hitlerem.